# 阿克波特 (紐約州)
阿克波特（英語：Arkport）是位於美國紐約州斯托本縣的村。

## 人口
根據2020年美國人口普查的數據，阿克波特的面積為1.80平方千米，皆為陸地。當地共有人口745人，而人口密度為每平方千米414人。